# Hazelius Hedin
Hazelius Hedin är ett musikaliskt samarbete mellan Esbjörn Hazelius och Johan Hedin. Duon albumdebuterade med Om du ville människa heta, som utgavs på Caprice Records 6 april 2011. Albumet mottogs väl bland kritiker.
Hazelius Hedin var nominerade i kategorin "Årets grupp" på Folk- och världsmusikgalan 2011. Året efter vann de priset i samma kategori på samma gala. Den 8 oktober 2014 utgavs gruppens andra album, Sunnan.
Den 6 april 2018 gavs bandets tredje album, Jorland, ut. 

## Diskografi
- 2011 – Om du ville människa heta
- 2014 – Sunnan
- 2018 – Jorland
- 2022 – Silverdalen